# 石生孩儿参
石生孩儿参（学名：Pseudostellaria rupestris）是石竹科孩儿参属的植物。分布于蒙古、俄罗斯以及中国大陆的吉林、内蒙古、青海等地，生长于海拔3,000米的地区，多生在云杉林下或多石质山坡，目前尚未由人工引种栽培。

## 别名
石假繁缕（东北植物检索表）

## 异名
- Stellaria rupestris (Turcz.) Hemsl.